# Aktor społeczny
Aktor społeczny – w socjologii i antropologii jest to jednostka, grupa społeczna lub instytucja w rozumieniu podmiotu społecznego, wchodząca z innymi podmiotami w interakcje, odgrywająca w danej sytuacji społecznej określoną rolę i oddziałująca na innych.
W perspektywie dramaturgicznej aktor społeczny ujmowany jest jako jednostka manipulująca wrażeniami innych uczestników interakcji, narzucająca im własną definicję sytuacji, przez co może kontrolować proces interakcji, przekonywać innych do swoich racji i wymuszać odpowiednie dla siebie zachowania, a wręcz konstruować wizje rzeczywistości. Przestrzeń, w jakiej interakcja się odbywa, określana jest mianem sceny lub kulis. Aktorzy społeczni, którzy odgrywają swoje role wspólnie w mniejszych grupach, tworzą zespoły.
W ujęciu Talcotta Parsonsa w interakcjach aktorzy kierują się nie tylko własnym interesem, ale także sytuacją, której częścią są inne podmioty społeczne. Traktowani są przez niego jako pojedyncze osoby w działaniu woluntarystycznym, a na to działanie składają się również poza jednostkami:
1. cel, do którego zrealizowania dąży aktor społeczny;
2. środki, pozwalające osiągnąć cel;
3. system aksjonormatywny aktora, wpływający na jego zachowanie;
4. warunki sytuacyjne[7].

W teorii wymiany aktor społeczny jest jednostką dążącą do maksymalizowania korzyści, poprzez motywowanie się zdobywaniem nagród. Natomiast w teorii gier jest ujmowany jako jednostka, która oddziałując na innych i podejmując decyzje, współzawodniczy bądź współpracuje z partnerami interakcji.